# Traustadt
Traustadt ist ein Gemeindeteil der Gemeinde Donnersdorf im unterfränkischen Landkreis Schweinfurt in Bayern.

## Geografische Lage
Das Pfarrdorf liegt im Süden des Donnersdorfer Gemeindegebiets. Nordöstlich ist Donnersdorf selbst zu finden, während im Osten die Gemarkung von Altmannsdorf, eines Michelauer Gemeindeteils, beginnt. Im Südosten, ebenfalls ein Gemeindeteil von Michelau im Steigerwald, liegt Hundelshausen und die Einöde Bimbachsmühle. Südwestlich findet sich das Gemeindegebiet von Dingolshausen mit der Gemarkung von Bischwind. Westlich beginnt das Gebiet der Gemeinde Sulzheim, im Nordwesten liegt Kleinrheinfeld, das ebenfalls zu Donnersdorf gehört.

## Geschichte
Der Ortsname Traustadt entstammt wohl dem Althochdeutschen und geht auf das Wort „druhi“ zurück. Es kann mit „Wildfallenstätte“ übersetzt werden. Erstmals erwähnt wurde Traustadt wahrscheinlich im Jahr 1149. Damals wurde es „Trutbach“ genannt. Die Endung -bach verweist auf eine Gründung des 7. oder 8. Jahrhunderts. Die Urkunde begleitet einen Gütertausch zwischen dem Domkapitel in Würzburg und dem Zisterzienserkloster Ebrach.
Im Jahr 1287 tauchte das Dorf nochmals in den Quellen auf. Graf Heinrich II. zu Castell übergibt den Riedwald beim Dorf „Trugstat“ an die Abtei Ebrach. Vielleicht ist in dieser Urkunde allerdings auch das bei Bamberg gelegene Trunstadt gemeint. Eine Burg in Traustadt ist dann erstmals am 3. Juli 1316 nachgewiesen. Bereits 1374 sind die Herren von Schaumberg erstmals im Dorf nachgewiesen. Ihnen gelang es bis ins 15. Jahrhundert zum Dorfherren über Traustadt aufzusteigen.
Nach dem Ende des Mittelalters erwarben die Echter von Mespelbrunn, Neffen des Würzburger Fürstbischofs Julius, das Dorf und forcierten die Gegenreformation der zum lutherischen Glauben neigenden Bevölkerung. Sie begannen auch mit der Errichtung der Pfarrkirche, das Schloss wurde erbaut. Während des Dreißigjährigen Krieges wurde das Dorf entvölkert, die Herrschaft verließ fluchtartig das Dorf. Zuletzt lebten noch zwei Untertanen in Traustadt.
Bereits kurz nach dem verheerenden Krieg, 1652, erwarb das Hochstift Würzburg für 12.000 Gulden das Schloss und die Reste des Dorfes. Mit der Belehnung des Dompropstes Carl Friedrich Voit von Rieneck im Jahr 1688 erhielt Traustadt einen neuen mächtigen Dorfherren. Die Voit von Rieneck stiegen 1697 zu Reichsgrafen auf. Carl Friedrichs Nachfolger Carl Manfred Voit von Rieneck baute das Schloss weiter aus. Im Jahr 1825 kam das Dorf unter die Herrschaft der Fürsten von Thurn und Taxis.

## Baudenkmäler

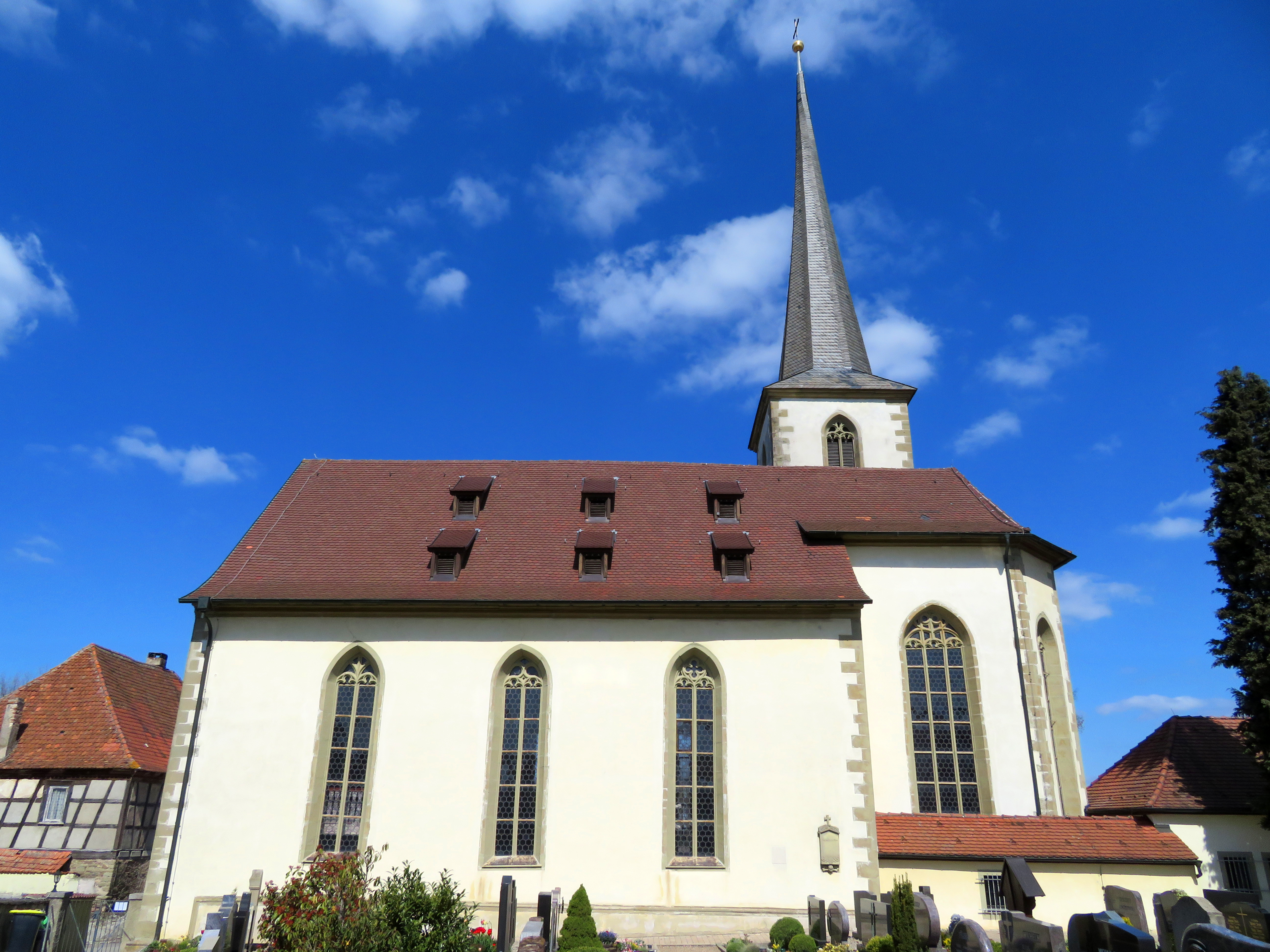
Katholische Pfarrkirche St. Kilian (Südansicht)

Den Mittelpunkt des Dorfes bildet die katholische Pfarrkirche. Sie ist dem heiligen Kilian geweiht und entstand im Stil der Nachgotik in den ersten Jahrzehnten des 17. Jahrhunderts. Der für das Bistum Würzburg in dieser Zeit so typische Julius-Echter-Turm wurde auch an die Traustadter Kirche angebaut. Oberhalb der Portale brachte man die Wappen der Herren Echter von Mespelbrunn an, die seit 1616 das Dorf und das Schloss besaßen. Die späteren Dorfherren, die Voit von Rieneck, sind mit vier Epitaphien im Kircheninneren verewigt.
Im Inneren wird der Blick auf den großen Hochaltar gelenkt, der den gesamten Chor ausfüllt. Er wurde viersäulig gearbeitet und in der Mittelbekrönung mit einem Bild der heiligen Dreifaltigkeit verziert. Das Altarblatt schuf der Würzburger Maler Johann Back im Jahr 1672. Um 1700 wurden die Seitenaltäre mit den Bildern der Geburt Christi und der Kreuzabnahme geschaffen. Zwei Figuren der Spätgotik fanden in den Altarauszügen ihren Platz. Die Kanzel wird von einer Figur des Moses getragen.
Zwischen 1723 und 1724 entstand die Dreifaltigkeitskapelle im Nordwesten der Gemarkung. Carl Manfred Voit von Rieneck erbaute das Gotteshaus aus Dankbarkeit, weil hier ein Kind der Grafen nach drei Tagen wiedergefunden wurde. Das Portal wird von der Figur eines Schutzengels bekrönt, ein achtseitiger Dachreiter schließt das Gebäude ab. Das Innere wird von einem Altar des Spätbarock, dessen Mittelpunkt ein Relief der Krönung Mariens durch die Hl. Dreifaltigkeit schmückt, dominiert, außerdem weist die Decke eine reiche Stuckierung auf.

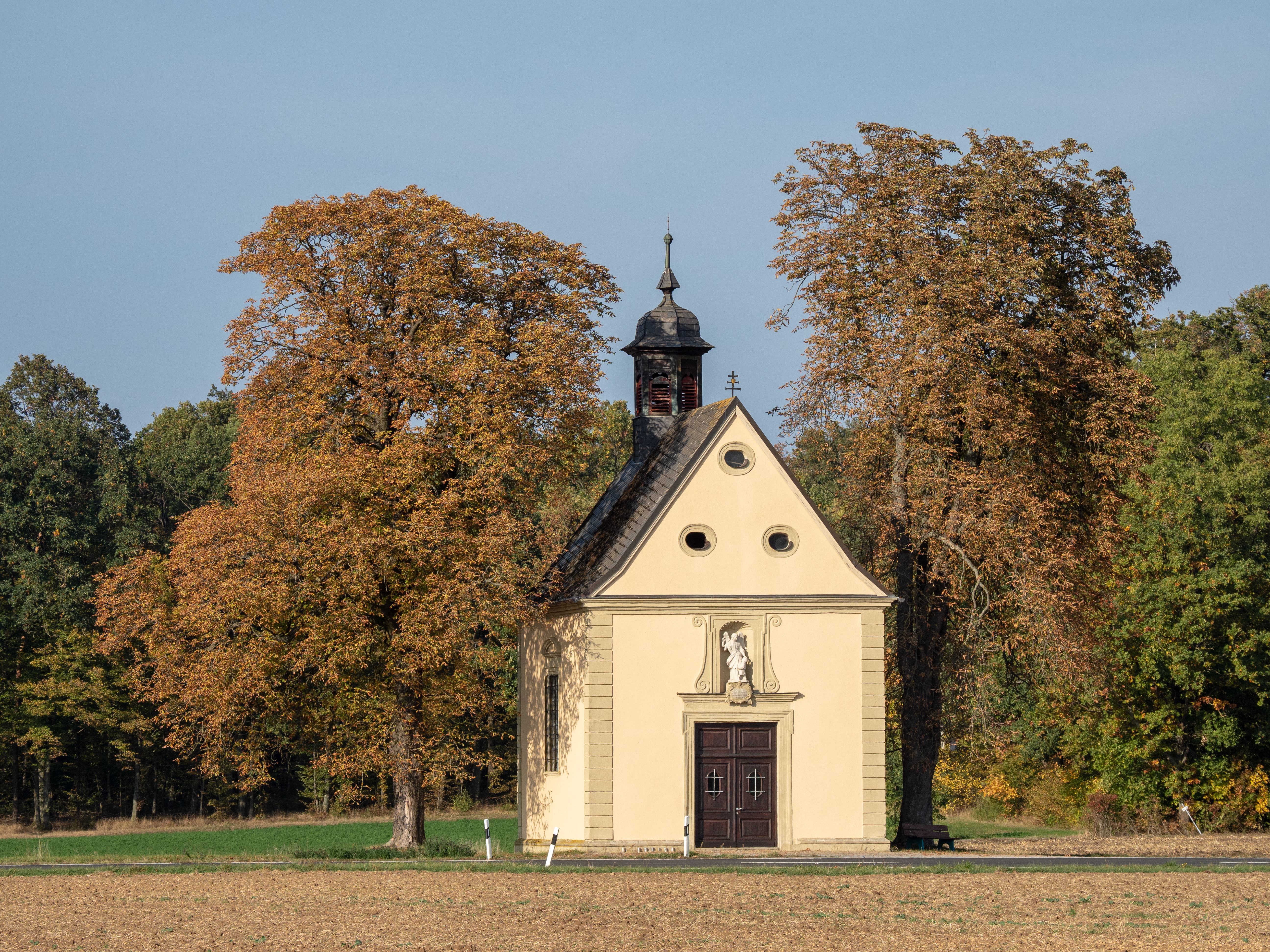
Katholische Dreifaltigkeitskapelle
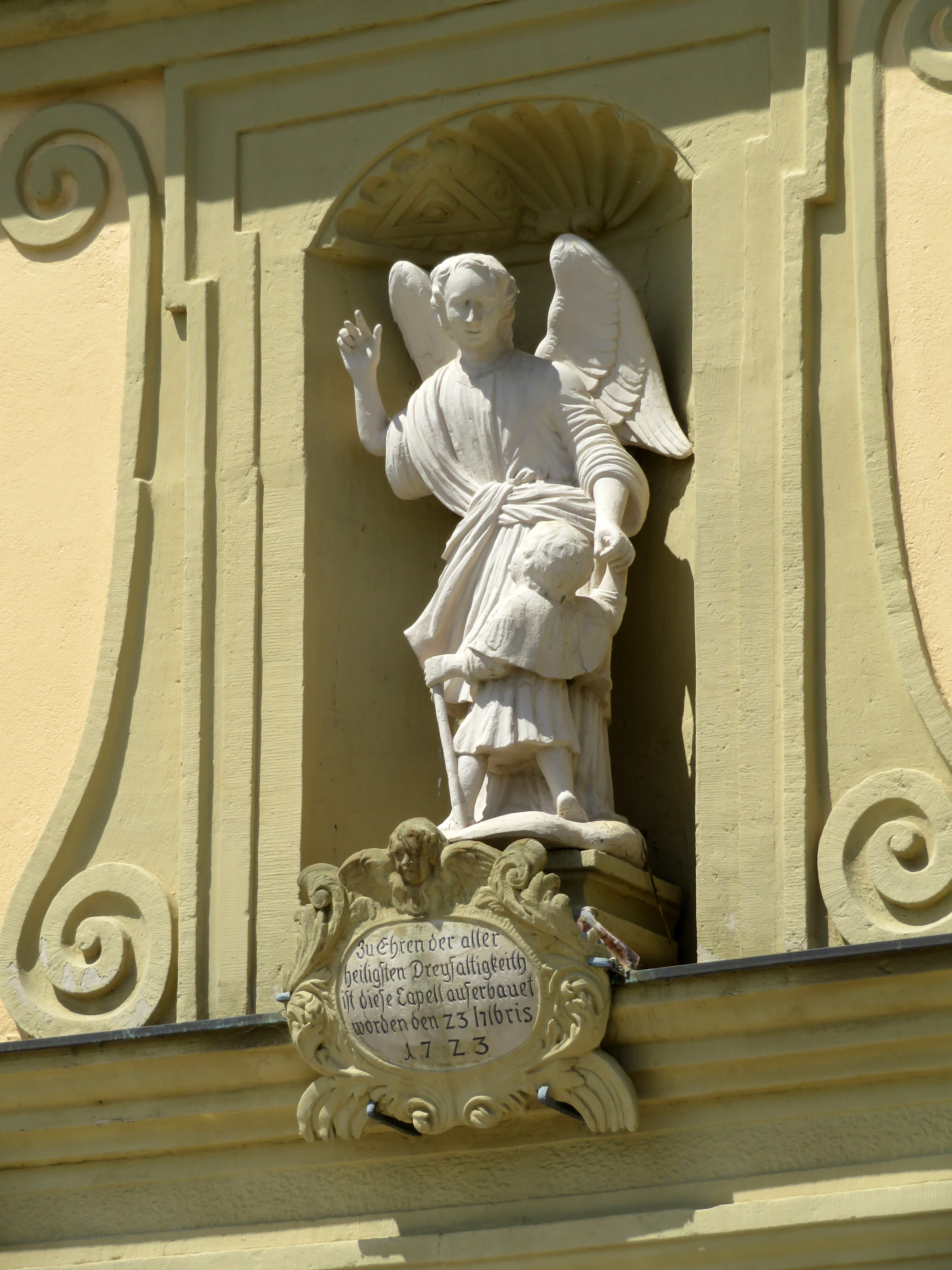
Schutzengel über dem Portal der Dreifaltigkeitskapelle
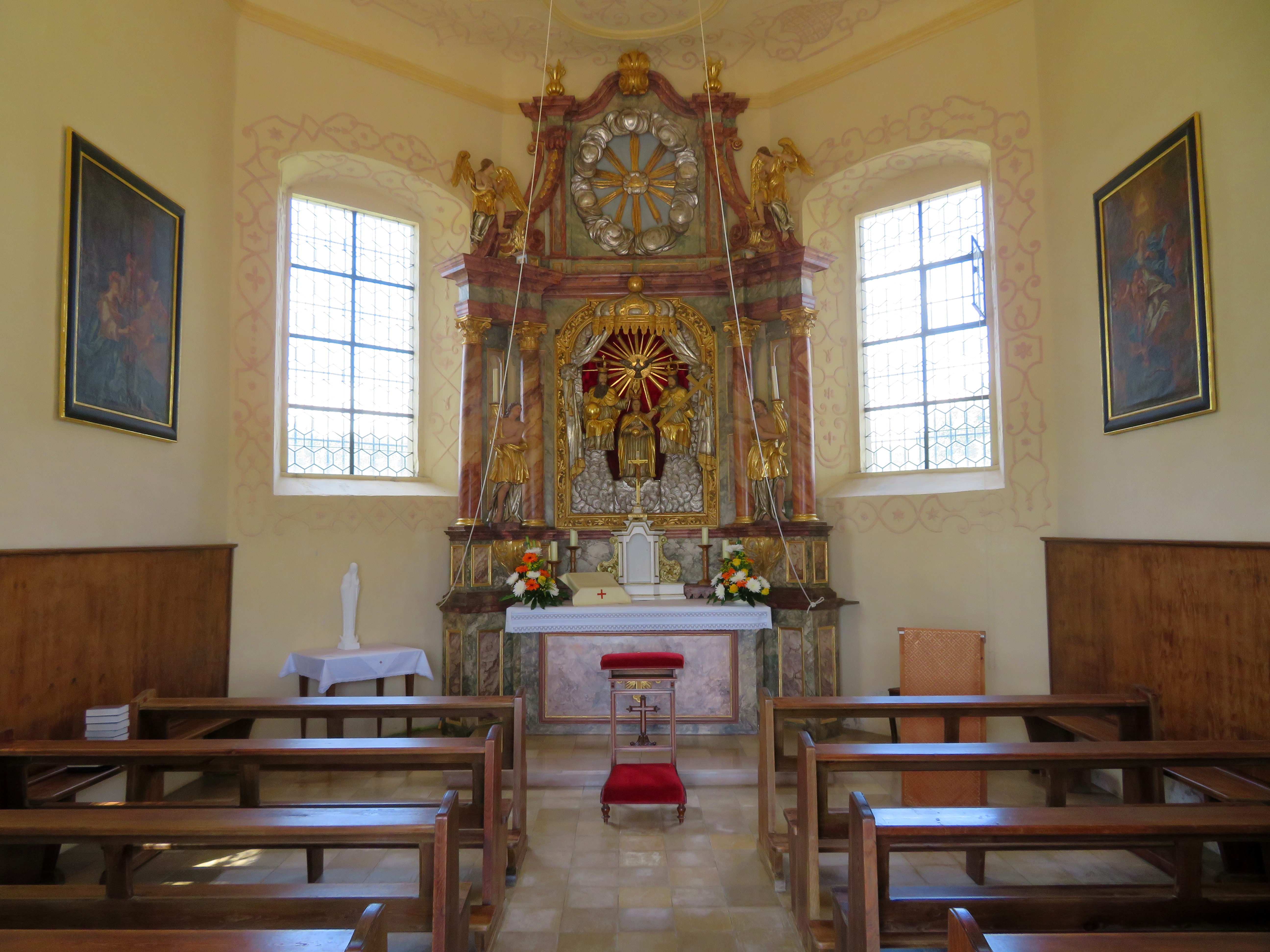
Blick auf den Altar im Innenraum der Dreifaltigkeitskapelle

Das alte Schloss wurde im Jahr 1945 ein Raub der Flammen, als hier die Amerikaner einquartiert waren. Im Jahr 1963 wurde die verfallende Anlage gesprengt und eingeebnet. Heute hat sich nur noch der Torbau und die Remise des ehemaligen Schlosses erhalten. Im Dorf besteht außerdem das St. Philipps-Spital aus dem 19. Jahrhundert. In der Gemarkung stehen eine Vielzahl an Bildstöcken, der älteste stammt aus dem 15. bzw. 16. Jahrhundert.